# LonWorks
LonWorks (lokalna sieć operacyjna) – platforma sieciowa stworzona specjalnie na potrzeby urządzeń sterujących. Platforma jest zbudowana na protokole stworzonym przez firmę Echelon Corporation dla urządzeń sieciowych za pośrednictwem mediów transmisji, takich jak: skrętka, linie zasilające, światłowody i RF. Służy do automatyzacji różnych funkcji w budynkach, takich jak oświetlenie i HVAC (automatyka domowa).

## Początki i rozwój
Technologia ma swoje korzenie w projektach chipów, liniach zasilających i przewodach skręcanych, technologiach sygnalizacyjnych, routerach, oprogramowaniu do zarządzania siecią i innych produktach firmy Echelon Corporation. W 1999 r. Protokół komunikacyjny (znany wówczas jako LonTalk) został przesłany do ANSI i zaakceptowany jako standard sieci sterującej (ANSI/CEA-709.1-B). System sygnalizacji oparty na linii zasilającej i przewodach typu skręconego stworzony przez firmę Echelon Corporation również został przesłany do ANSI w celu standaryzacji oraz zaakceptowany. Od tego czasu ANSI/CEA-709.1 został przyjęty jako podstawa dla IEEE 1473-L (systemy sterowania w pociągach), Association of American Railroads (elektropneumatyczne układy hamulcowe dla pociągów towarowych), IFSF (systemy kontroli europejskich stacji benzynowych), SEMI (produkcja sprzętu półprzewodnikowego), a w 2005 roku jako EN 14908 (europejska norma automatyki budynkowej). Protokół jest również jedną z kilku warstw łącza danych / warstw fizycznych standardu BACnet ASHRAE / ANSI dla automatyki budynkowej.
Chiny ratyfikowały tę technologię jako krajowy standard kontroli, GB / Z 20177.1-2006 oraz jako standard dotyczący inteligentnych budynków i społeczności, GB/T 20299.4-2006; a w 2007 roku CECED, Europejski Komitet Producentów Sprzętu Gospodarstwa Domowego, przyjął ten protokół jako część standardów kontroli i monitorowania urządzeń gospodarstwa domowego – standardy dotyczące specyfikacji współpracy aplikacji (AIS).
W 2008 r. ISO i IEC przyznały protokołowi komunikacyjnemu, technologii przesyłu sygnału skrętką i technologii przesyłu sygnału linią zasilającą, normę zgodności z protokołem internetowym (IP) o numerze ISO/IEC 14908-1, -2, -3 i -4.

## Zastosowania
Do 2010 r. zostało zainstalowanych około 90 milionów urządzeń  z technologią LonWorks. Producenci z różnych branż, w tym budownictwa, domu, oświetlenia ulicznego, transportu, mediów i automatyki przemysłowej, przyjęli platformę jako podstawę swoich produktów i usług. Statystyki dotyczące liczby lokalizacji korzystających z technologii LonWorks są mało dostępne, lecz produkty i aplikacje zbudowane na platformie obejmują tak różnorodne funkcje jak: wbudowane sterowanie maszynami, oświetlenie miejskie / autostradowe / tunelowe / uliczne, systemy ogrzewania i klimatyzacji, inteligentny pomiar energii elektrycznej, sterowanie pociągami metra, oświetlenie budynków, oświetlenie stadionu i sterowanie nagłośnieniem, systemy bezpieczeństwa, systemy detekcji i gaszenia pożarów, monitorowanie i alarmowanie związane z lokalizacją noworodków, a także zdalne sterowanie wydajnością wytwarzania energii.

## Szczegóły techniczne
Technologia podwójnej warstwy fizycznej sygnału, „swobodna topologia” przewodów skręcanych i zdolność przesyłu sygnału za pomocą linii zasilających, są zwykle zawarte w każdym ze standardów stworzonych wokół technologii LonWorks. Warstwa dwuprzewodowa działa z szybkością 78 kbit / s przy użyciu kodowania różnicowego Manchester, podczas gdy linia zasilająca osiąga 5,4 lub 3,6 kbit / s, w zależności od częstotliwości.
Ponadto platforma LonWorks wykorzystuje powiązany standard tunelowania protokołu internetowego (IP) – ISO/IEC 14908-4 (ANSI/CEA-852) – używany przez wielu producentów w celu łączenia urządzeń we wcześniej wdrożonych i nowych sieciach opartych na platformie LonWorks z aplikacjami obsługującymi protokół IP lub narzędziami do zdalnego zarządzania siecią. Wiele aplikacji sterujących opartych na platformie LonWorks jest wdrażanych z pewnego rodzaju integracją IP, na poziomie interfejsu użytkownik/aplikacja lub w infrastrukturze sterowania. Osiąga się to za pomocą usług internetowych lub produktów rutowania IP dostępnych na rynku.
Układ scalony "chip Neuron", zaprojektowany przez firmę Echelon Corporation, składający się z kilku 8-bitowych procesorów  był początkowo jedynym sposobem implementacji węzła protokołu LonTalk i jest używany w większości sprzętu opartego na platformie LonWorks. Od 1999 r. Protokół jest dostępny dla procesorów ogólnego przeznaczenia: Port standardu ANSI/CEA-709.1 dla chipów opartych na IP lub 32-bity.

## Systemy korzystające z LonWorks
- Produkcja półprzewodników
- Systemy sterowania oświetleniem
- Systemy zarządzania energią
- Systemy ogrzewania / wentylacji / klimatyzacji
- Systemy bezpieczeństwa
- Automatyka domowa
- Kontrola urządzeń konsumenckich
- Sterowanie i monitorowanie oświetlenia ulicznego
- Systemy kontroli na stacjach paliw
- Elektronicznie sterowane hamulce pneumatyczne w przemyśle kolejowym

## SNVT (standardowe typy zmiennych sieciowych)
Jednym z kluczy do interoperacyjności systemu jest standaryzacja zmiennych używanych do opisu rzeczy fizycznych w sieciach opartych na LonWorks. Lista standardów jest utrzymywana przez LonMark International, a każdy standardowy parametr jest znany jako standardowy typ zmiennej sieciowej (SNVT, wymawiane jako „sniv-it”). Na przykład termostat może sczytywać temperaturę przy pomocy parametru SNVT_temp, zdefiniowanej jako 2-bajtowa liczba całkowita z zakresu od zera do 65535 i reprezentującej temperaturę z zakresu od -274,0 do 6279,5 stopni Celsjusza z dokładnością do 0,1 ° C.